# Kompung Siem
Kompung Siem es uno de los 16 distritos que forman la provincia camboyana de Kompung Cham, con una población estimada en marzo de 2008 de 100 047 habitantes. Está dividido en las siguientes  comunas (khum), que se muestran asimismo con población estimada de 2008:
- Ampil 14,939
- Han Chey 5,001
- Kaoh Mitt 6,214
- Kaoh Roka 6,339
- Kaoh Samraong 5,447
- Kaoh Tontuem 2,755
- Kien Chrey 3,861
- Kokor 4,019
- Krala 8,740
- Ou Svay 6,869
- Ro'ang 10,225
- Rumchek 4,089
- Srak 6,720
- Trean 8,925
- Vihear Thum 5,904[1]